# Milano-Torino 1991
La Milano-Torino 1991, settantaseiesima edizione della corsa, fu disputata il 15 ottobre 1991, per un percorso totale di 206 km. Venne vinta dall'italiano Davide Cassani giunto al traguardo con il tempo di 4h46'18" alla media di 43,171.

## Ordine d'arrivo (Top 10)
| Pos. | Corridore           | Squadra      | Tempo    |
| ---- | ------------------- | ------------ | -------- |
| 1    | Davide Cassani      | Ariostea     | 4h46'18" |
| 2    | Tony Rominger       | Toshiba      | s.t.     |
| 3    | Sammie Moreels      | Lotto        | a 21"    |
| 4    | Sean Kelly          | PDM-Concorde | s.t.     |
| 5    | Mauro Gianetti      | Helvetia     | s.t.     |
| 6    | Stephen Hodge       | ONCE         | s.t.     |
| 7    | Stefano Della Santa | Amore & Vita | a 28"    |
| 8    | Adrie van der Poel  | Tulip Comp.  | s.t.     |
| 9    | Vjačeslav Ekimov    | Panasonic    | s.t.     |
| 10   | Martial Gayant      | Toshiba      | s.t.     |